# الدوري الهولندي الدرجة الأولى 2008–09
الدوري الهولندي الدرجة الأولى 2008–2009 هو الموسم الثالث والخمسون من الدوري الهولندي الدرجة الأولى منذ إنشائه في عام 1956. فاز بهذا الموسم في في في فينلو.

## الفرق
يشارك 20 نادي في الدوري: النادي الذي يحتل المرتبة الأولى في هذا الدوري يتأهل مباشرة إلى الدوري الهولندي الممتاز، تأهل في هذه الدوري في في في فينلو.